# Andreaea kinabaluensis
Andreaea kinabaluensis là một loài rêu trong họ Andreaeaceae. Loài này được Dixon mô tả khoa học đầu tiên năm 1935.